# فرانکو کولاپینتو
فرانکو آلخاندرو کولاپینتو (تلفظ در اسپانیایی: [ˈfɾan.ko aleˈxandɾo ko.laˈpin.to] ; زاده ۲۷ مه ۲۰۰۳) یک راننده اتومبیلرانی است که در حال حاضر در سری مسابقات فرمول یک برای تیم ویلیامز رانندگی می کند.

## حرفه ورزشی

### کارتینگ
کولاپینتو کارتینگ را در سن ۹ سالگی شروع کرد.  او قهرمانی آرژانتین را در سال‌های ۲۰۱۶ (کلاس پیش‌جوانان) و ۲۰۱۸ (کلاس سودام) و همچنین قهرمانی منطقه‌ای بوئنس آیرس در سال‌های ۲۰۱۶ (کلاس پیش جوانان) و ۲۰۱۷ (کلاس جوانان) را به دست آورد. کولاپینتو در بازی‌های المپیک تابستانی جوانان ۲۰۱۸ با همکاری ماریا گارسیا پویگ مدال طلا را به دست آورد. 

### مسابقات فرمول ۴ اسپانیا
کولاپینتو اولین مسابقه اتومبیلرانی خود را در سال ۲۰۱۸ ا و در مسابقه نهایی مسابقات قهرمانی فرمولر۴ اسپانیا انجام داد، او در این مسابقه برای تیم درایور اسکول رانندگی کرد. در سال ۲۰۱۹ کولاپینتو با اف‌ای ریسینگ  برای تبدیل شدن به راننده تمام وقت در مسابقات قهرمانی فرمول ۴ اسپانیا قرارداد همکاری امضا کرد. او با برنده شدن در هر سه مسابقه در فینال  مسابقات   عنوان قهرمانی را به دست آورد او در اولین فصل  مسابقات اتومبیلرانی خود به یازده پیروزی، ۱۳ سکو و ۱۴ پول پوزیشن دست یافت.  

### یوروفرمولا اوپن
در طول فصل ۲۰۱۹، کولاپینتو برای تیم درایو‌اکس به عنوان راننده مهمان در پیست اسپا-فرانکورشان رانندگی کرد. 

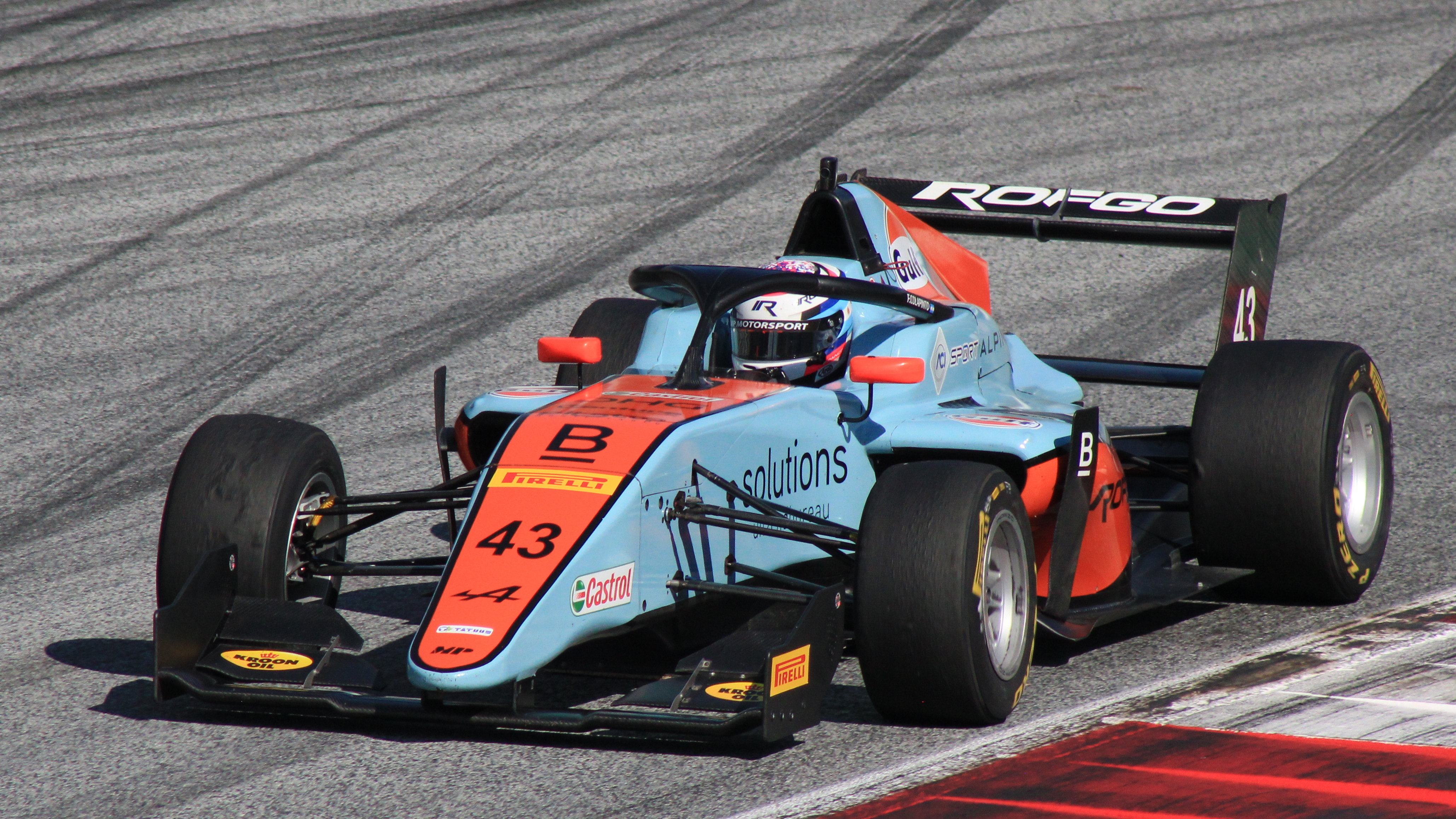
کولاپینتو در مسابقات قهرمانی اروپای منطقه ای فرمول ۲۰۲۱ در رینگ ردبول.

درایو‌اکس همچنین به کولاپینتو اجازه داد در طول فصل ۲۰۱۹ در اسپا و کاتالونیا رانندگی کند.   در جولای سال ۲۰۲۰، کولاپینتو به طور تمام وقت با شرکت هلندی ام‌پی موتوراسپورت به این مسابقات   پیوست. 

### فرمول یک
در ژانویه ۲۰۲۳، کولاپینتو به آکادمی رانندگان ویلیامز پیوست. 

## زندگی شخصی
کولاپینتو از طرف پدری از تبار ایتالیایی و از طرف مادرش آندره آ تروفیمچوک از تبار اوکراینی است.  او از لوییس همیلتون و آیرتون سنا به عنوان رانندگان مورد علاقه خود و از پیست اسپا-فرانکورشان به عنوان پیست مورد علاقه خود نام برده است.  او هوادار تیم باشگاه فوتبال بوکا جونیورز است. 